# غريتا تشامبرز
غريتا تشامبرز (بالإنجليزية: Gretta Chambers)‏‏ (15 يناير 1927 في مونتريال - 9 سبتمبر 2017 في مونتريال) صحفية، ومذيعة، ومقدمة برامج إذاعية، ومقدمة تلفزيونية من كندا.

## التعليم
تعلمت غريتا تشامبرز في:
- جامعة مكغيل

## الجوائز
حصلت غريتا تشامبرز على الجوائز الآتية:
- شريك وسام كندا
- نيشان كيبيك الوطني من رتبة ضابط[4]
- ميدالية اليوبيل الذهبي للملكة إليزابيث الثانية [الإنجليزية]‏
- وسام الملكة إليزابيث الثانية لليوبيل الماسي